# Учительница (фильм, 1945)
«Учительница» (венг.: A Tanítónő) — венгерская романтическая драма 1945 года режиссёра Мартона Келети по одноимённой пьесе Шандора Броди.
Первый послевоенный венгерский фильм, вышел на экраны в сентябре 1945 года.
Фильм участвовал в конкурсной программе 2-го Каннского кинофестиваля 1947 года.

## Сюжет
Действие происходит в 1905 году, главная героиня истории — Флора, учительница, которая хочет преподавать в Фалуне в соответствии со своим призванием и клятвой и едет учительствовать в сельскую местность. Здесь она вступает в конфликт с местными властями, а также с семьей землевладельцев этих мест. Красивая молодая девушка
подвергается домогательствам всех без исключения местных заправил, ей неоднократно делают неприглядные предложения, а на её отказ безосновательно распускают слух о её распутстве. Зная свою правду, она бросает всем вызов, и несмотря ни на что остаётся работать, но может рассчитывать только на сочувствие и поддержку старого священника. Молодой сын землевладельцев Иштван Нагги, ведущий распутную, неразборчивую в связях жизнь, влюбляется во Флору, и любовь меняет его: он становится на её сторону, разоблачая похотливых лицемеров, добивается благосклонности Флоры и предлагает ей выйти замуж.

## В ролях
- Эва Сёреньи — Флора Тот, учительница
- Паль Явор — Иштван Нагги
- Кальман Рожахедьи — Фур
- Золтан Варконьи — Жолт Туза
- Дьюла Гозон — Кантор
- Лили Берки
- Йено Боднар
- Дьёрдь Денеш
- Лайош Райци
- Жужа Банки
- Золтан Маклари
- Маньи Кишш — танцовщица

## Литературная и реальная основа
Фильм снят по одноимённой пьесе Шандора Броди, сюжет был навеян реальными, но в отличие от пьесы и фильма печальными событиями: Броди прочитал в журнале о похищении и самоубийстве молодой сельской учительницы, которая работала в Пеште. Писатель сначала создал короткий рассказ 1895 году и только в 1908 году переработал рассказ в пьесу, однако, театральный режиссёр Габор Фалуди при постановке пьесы изменил финал на счастливый. Только в 1954 году, когда была найдена рукопись, пьесу стали ставить с финалом автора.